# Christopher Vokes
Christopher Vokes (Armagh, 13 april 1904 – Oakville, 27 maart 1985) was een Canadees soldaat en officier. Hij was generaal-majoor in het Canadese leger in de Tweede Wereldoorlog.

## Biografie
Vokes werd geboren als zoon van de Britse majoor Frederick Patrick Vokes en Elizabeth Vokes. De familie Vokes vertrok in 1910 naar Canada. Majoor Frederick werd een genieofficier bij de Royal Military College of Canada. De familie woonde in Married Quaters op Ridout Row, Royal Military College of Canada.
Tussen 1921 en 1925 bezocht Vokes de Royal Military College of Canada en was ingedeeld bij de Royal Canadian Engineers. Hij studeerde tussen 1926 en 1927 aan de McGill-universiteit en ontving daar de graad van Bachelor of Science en was ook lid van The Kappa Alpha Order. Tussen 1934 en 1935 bezocht hij de Staff College in Camberley.
In 1942 werd Vokes bevorderd tot brigadier en kreeg het bevel over de 2e Canadese Infanteriebrigade. In die hoedanigheid was hij betrokken bij de geallieerde landing op Sicilië. In november 1943 werd hij bevelhebber van de 1e Canadese Infanteriedivisie en werd ook bevorderd tot generaal-majoor. In die hoedanigheid was hij betrokken bij de Italiaanse Veldtocht. In december 1944 werd hij benoemd tot bevelhebber van de 4e Canadese Pantserdivisie en was betrokken bij de Slag om het Hochwald.
Als een smet op zijn blazoen wordt zijn optreden op 14 april 1945 in het Noord-Duitse stadje Friesoythe beschouwd, dat hij grotendeels liet vernietigen.
Tussen juni 1945 en mei 1946 was hij was hij bevelhebber van de Canadese bezettingsmacht in Europa. Hij keerde daarna terug naar Canada werd hij bevel voerde over het Centraal Commando en daarna over het Westelijk Commando. In 1959 ging hij met pensioen.
Hij overleed in 1985 in Oakville, Ontario.

## Onderscheidingen
- Lid in de Orde van het Bad
- Commandeur in de Orde van het Britse Rijk
- Orde van Voorname Dienst (DSO)
- Onderscheiding van de Canadese Strijdkrachten
- Dagorder (Mentioned in dispatches) 
  - 4 april 1946[3]

## Militaire loopbaan
- Captain: 8 januari 1934 (anciënniteit vanaf 10 december 1929)[4]
- Brigadier: 24 juni 1942